# روابط ایتالیا و ایران
ایران و ایتالیا از جمله کشورهایی هستند که پیشینه تاریخی-تمدنی قابل توجهی دارند. اسناد تاریخی موجود نیز بیانگر خاستگاه‌های مشترک اقوام است. برای نمونه، آیین مهر از ایران به رم رفت و طرفداران زیادی پیدا کرد. در دوران صفوی، شاه عباس در مدت بیش از چهار دهه حکومت خویش سعی کرد تا با دولت ونیز رابطه برقرار کند. در خصوص روابط ایران در عهد ناصری نیز باید گفت اولین موافقت‌نامه تجاری رسمی ایران و ایتالیا در سفر ناصرالدین شاه به اروپا در محلی به نام ساردینا به امضا رسید.

## دوران باستان
ایران و ایتالیا از جمله کشورهایی هستند که سابقه تاریخی- تمدنی قابل توجهی دارند، اسناد تاریخی موجود نیز بیانگر خاستگاه‌های مشترک اقوام است و به عنوان مثال آیین مهر از ایران به رم رفت و طرفداران زیادی پیدا کرد. در زمان پارتیان به دلیل قرارگرفتن ایران در مسیر بازرگانی تجار رم و چین کشورمان در مبادلات فرهنگی نقش مهمی ایفا کرد. ری، همدان و شاهرود از جمله شهرهایی بودند که بازرگانان رم از آن عبور می‌کردند.
در زمان ساسانیان نیز مبادلات فرهنگی میان مراکز علمی دو کشور اهمیت بیشتری یافت و بهره‌گیری از استادان یونان و رم در دانشگاه گندی‌شاپور نمونه بارزی از این دست است. پس از سقوط دو امپراتوری ایران و رم رابطه فرهنگی بین ایران و ایتالیای باستان خیلی زودتر از سایر کشورهای کنونی اروپا آغاز شد.

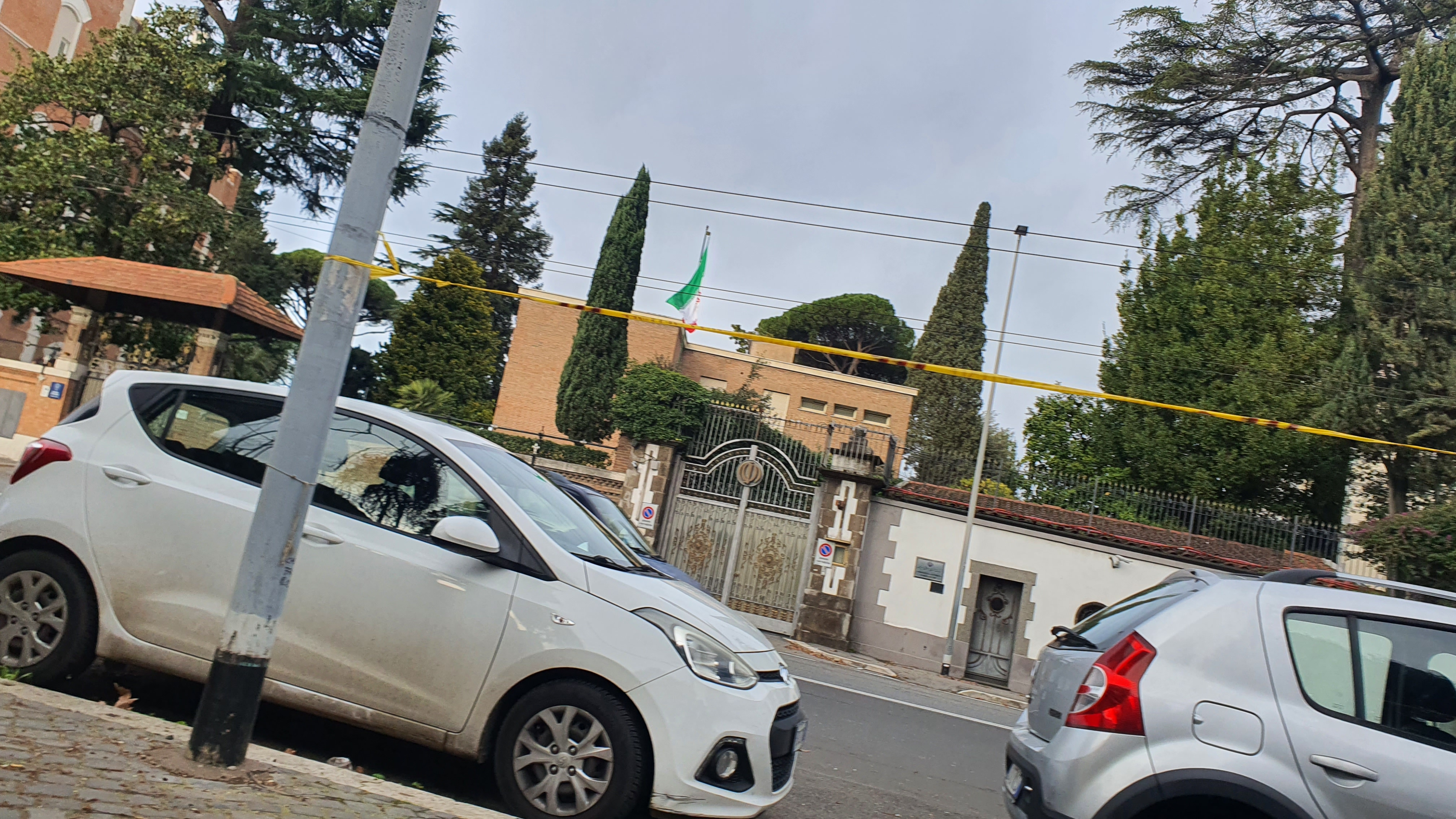
سفارت ایران در رم

## دوره صفوی
در دوران صفوی، شاه عباس در مدت بیش از چهار دهه حکومت خویش سعی کرد تا با دولت ونیز رابطه برقرار کند.
او حسنعلی بیک بیات، آنتولی شرلی و اسدبیک را بدین منظور روانه ونیز کرد و اگرچه انعقاد قرارداد سیاسی میسر نشد اما روابط بازرگانی و تجاری در زمینه کالا و اسلحه به طور قابل ملاحظه‌ای جریان داشت.
بازرگانانی که از ایران به ونیز می‌رفتند در قبال فروش ابریشم و دیگر محصولات ایرانی، علاوه بر سلاح‌های جنگی، مرواریدهای بدلی، آینه‌های گوناگون، عینک، تسبیح‌های شیشه‌ای، کهربا، مرجان، شیشه‌های انگلیسی برای در و پنجره و همچنین پارچه‌های ابریشمی زربفت به ایران وارد می‌کردند.
به دنبال گسترش روابط تجاری و سیاسی ایران با سایر کشورها و برقراری امنیت، سیاحان فراوانی به ایران سفر کردند که در میان آنها چندین سیاح ونیزی حضور داشتند.

## دوره قاجاریه
در خصوص روابط ایران در عهد ناصری نیز باید گفت نخستین موافقت‌نامه تجاری رسمی ایران و ایتالیا در سفر ناصرالدین‌شاه به اروپا در محلی به نام ساردینا به امضا رسید.
در این دوران به دلیل حضور چشمگیر بازرگانان، افسران، سفرنامه نویسان و هنرمندان (عکاسان) روابط ایران و ایتالیا بیش از پیش گسترش یافت.
فوکه‌تی (به ایتالیایی: (focchetti) از جمله معلمان نظامی بود که وارد خدمت ایران شد. آنتوجانکسی (به ایتالیایی: Antonio giannuzzi)، لوییچی مونتابونه (به ایتالیایی: luigi mantabone) نیز از هنرمندان و عکاسانی هستند که در این دوره به ایران آمدند و آثار مهم تاریخی ایران عکسبرداری کردند. از جمله سفرنامه نویسان ایتالیایی این دوره کارولاسرنا است که همزمان با سی‌امین سلطنت ناصرالدین‌شاه به ایران آمد و در بهار ۱۸۷۸ ایران را ترک کرد. سفرنامه او حاوی موضوعاتی در خصوص جریانات سیاسی و اجتماعی از جمله شرح حال زنان ایرانی است.

## دوره پهلوی
در دوران رضاشاه پهلوی که جامعه ملل ایتالیا را که آن زمان موسولینی بر آن حکومت می‌کرد تحریم کرد. ایران ابتدا تصمیم جامعه ملل را اجرا کرد اما از تیر ۱۳۱۵ از تحریم‌کنندگان خارج شد و روابط عادی را با ایتالیا از سر گرفت. 

## دوره دولت یازدهم

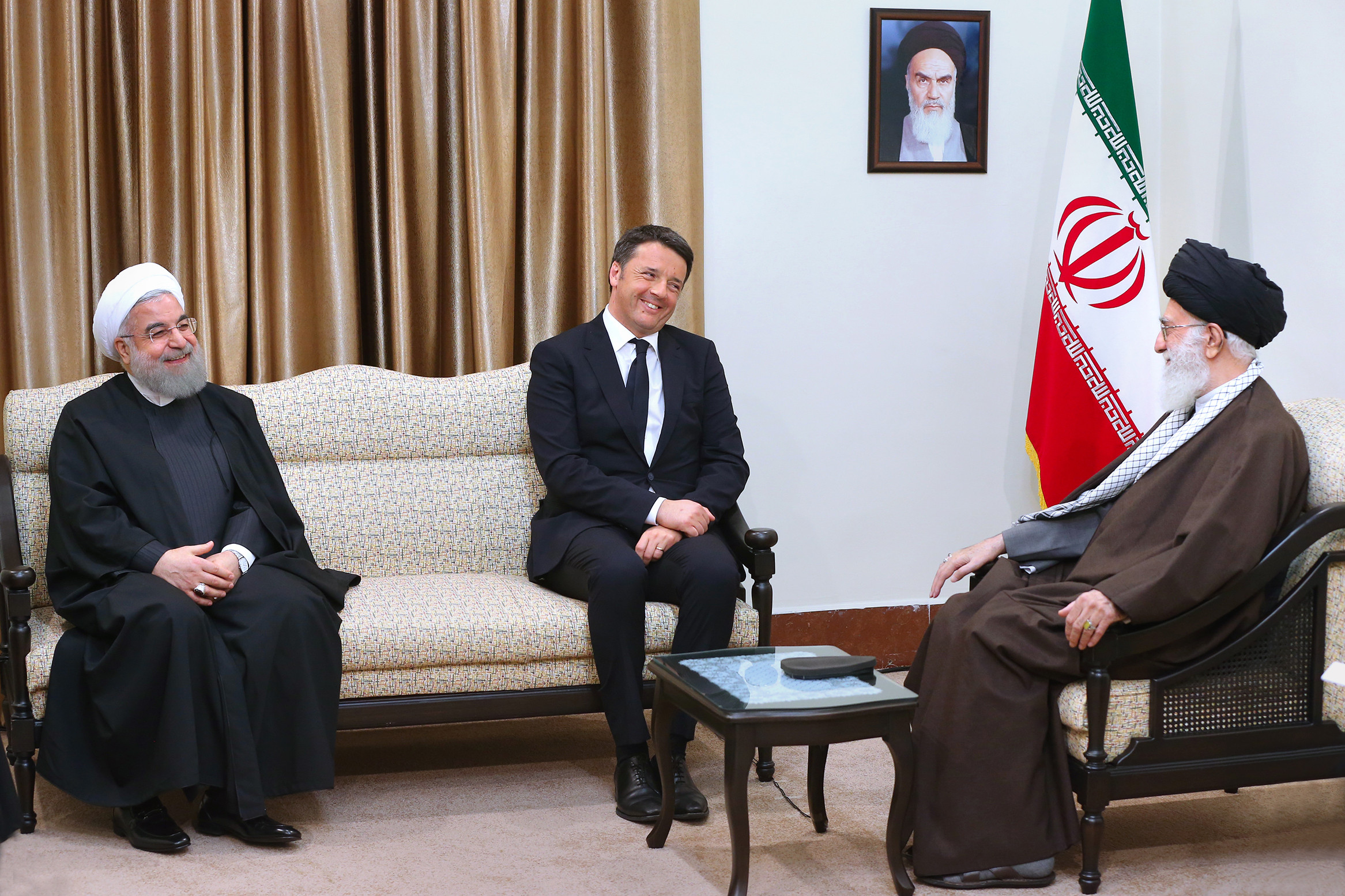
ماتئو رنتسی در دیدار با حسن روحانی و سید علی خامنه‌ای

با انتخاب حسن روحانی به عنوان رئیس دولت یازدهم ایران، وزارت امور خارجه ایتالیا همراه با وزارت‌خانه‌های امور خارجه اغلب کشورهای اروپایی، ضمن تبریک این پیروزی، ابراز امیدواری جهت بهبود روابط با ایران را مطرح کردند. همچنین در سفر دو روزه لاپو پیستلی- معاون وزیر امورخارجه ایتالیا به تهران، وی حامل نامهٔ تبریکی از جانب انریکو لتا نخست‌وزیر وقت ایتالیا به روحانی بوده‌است که وی را تشویق به ازسرگیری فوری مذاکرات پیرامون برنامه هسته‌ای ایران نموده‌است. در روز ۲۱ دسامبر ۲۰۱۳، اما بنینو، وزیر امور خارجه ایتالیا سفری ۲ روزه انجام داد که اولین سفر یک وزیر امور خارجه ایتالیا به ایران بعد از گذشت ۱۰ سال محسوب می‌شد. وی در این سفر ۲ روزه دیدارهایی با حسن روحانی و محمدجواد ظریف انجام داد. در این سفر همچنین مذاکرات مهمی بین وزارت نفت جمهوری اسلامی ایران و شرکت نفتی انی انجام گرفت.